# Bohaisundet
Bohaisundet ligger mellan de kinesiska halvöarna Shandong och Liaodong och det avskiljer Bohai från resten av Gula havet.

## Klimat
Klimatet i området är tempererat. Årsmedeltemperaturen i trakten är 11 °C. Den varmaste månaden är september, då medeltemperaturen är 20 °C, och den kallaste är februari, med 2 °C. Genomsnittlig årsnederbörd är 828 millimeter. Den regnigaste månaden är juli, med i genomsnitt 343 mm nederbörd, och den torraste är januari, med 11 mm nederbörd.